# 贝恩德·雅库博夫斯基
贝恩德·雅库博夫斯基（德語：Bernd Jakubowski，1952年12月10日—2007年7月25日），德国男子足球运动员，司职守门员。他曾代表东德国奥队参加1980年夏季奥林匹克运动会足球比赛，获得一枚银牌。